# Franciszek Stachewicz

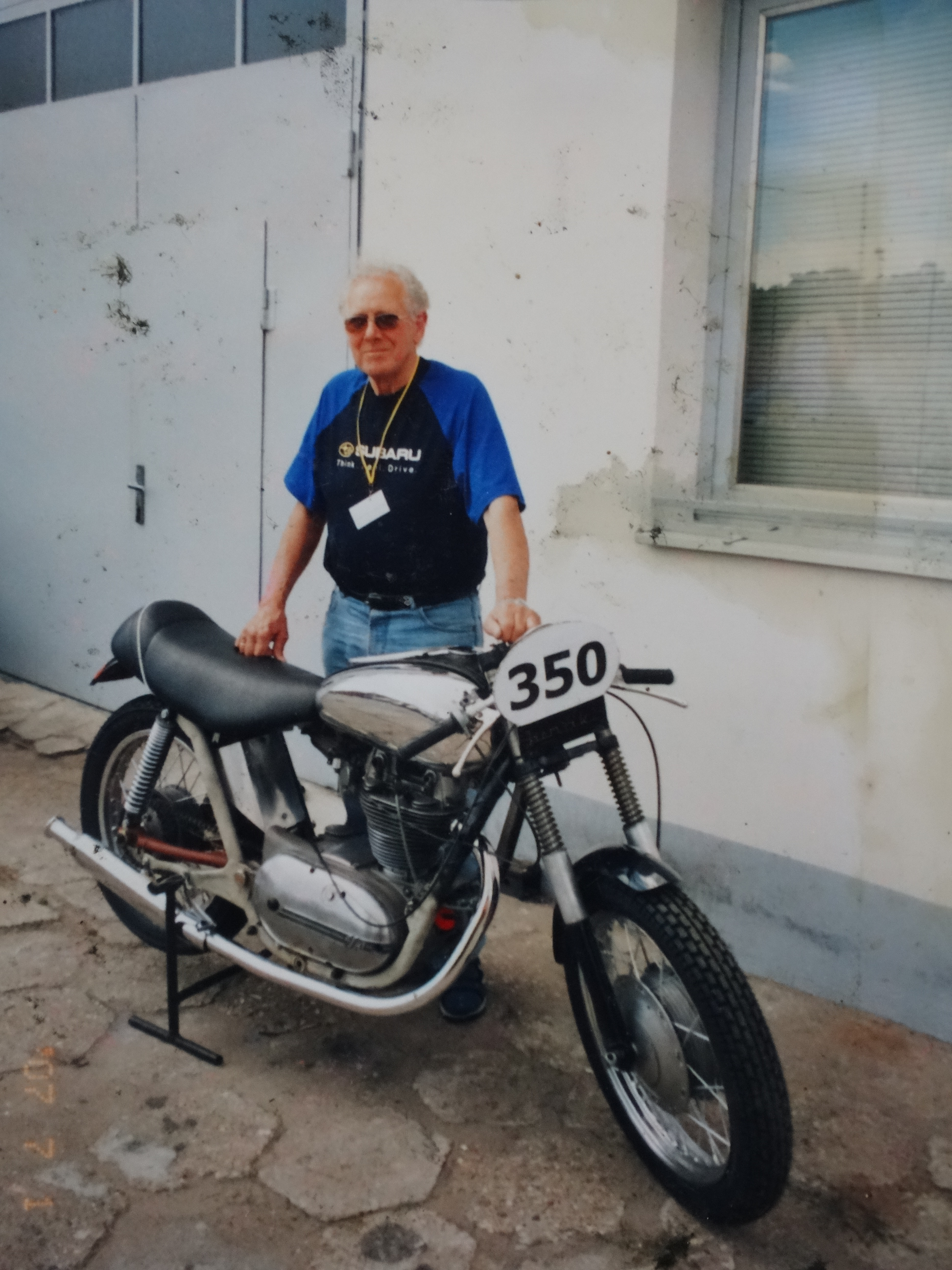
Franciszek Stachewicz przy replice rekordowego Junaka 350 cm³ z 1959

Franciszek Stachewicz (ur. 1 września 1933 w Tczewie, zm. 30 listopada 2014 w Gdyni) – polski motocyklista, startujący na żużlu, w wyścigach drogowych, motocrossie i rajdach.
Zawodnik SSM Gdynia, Gwardii Gdynia, Stali Gdańsk, Gdańskiego Auto Moto Klubu, Gdyńskiego Klubu Motorowego „Bałtyk”, Gdańskiego Klubu Motocyklowego „Budowlani”.

## Osiągnięcia
- 16 listopada 1947 mając zaledwie 14 lat jako zawodnik SSM wystartował po raz pierwszy na żużlu, zdobył pierwsze miejsca w trzech z czterech klas motocykli: do 130 cm³, do 350 cm³ oraz powyżej 350 cm³[5].
- W 1948 w wyścigu ulicznym o Wielką Nagrodę Bałtyku w Gdyni, mając niespełna 15 lat zdobył pierwsze miejsce[6].
- 11 maja 1958 na Junaku wygrał pierwsze crossowe zawody rangi mistrzostw Polski. W tym samym roku został crossowym wicemistrzem Polski w klasie 350 cm³[7].
- 5 kwietnia 1959[8] na trzykilometrowym odcinku poniemieckiej betonowej autostrady między Malborkiem i Tczewem jako zawodnik „Budowlanych” ustanowił rekord prędkości na 1 km ze startu lotnego na motocyklu SFM Junak z osłoną aerodynamiczną, nieznacznie przerobionym silnikiem i zmodyfikowaną skrzynią biegów[6], osiągając w pierwszym przejeździe prędkość 148,1 km/h, w drugim 151 km/h, co dało średnią 149,3 km/h – co stanowi do dzisiaj oficjalny rekord prędkości osiągnięty przez motocykl polskiej konstrukcji[9]. Wydarzenie to zostało uwiecznione przez Polską Kronikę Filmową (PKF 16A z 1959 roku) i tygodnik „Motor” (nr 17 (366) z 26 kwietnia 1959 roku). Rekord ustanowiony został mimo silnego bocznego wiatru (6 stopni Beauforta)[6].
- W 1959 jeżdżąc na motocyklu Junak został crossowym mistrzem Polski w klasie 350 cm³[10].
- W 1960 na XXXV Sześciodniówce FIM w Bad Aussee w Austrii na Junaku zdobył srebrny medal[10].
- W 1961 w Ladrindod w Anglii na XXXVI Sześciodniówce ponownie na Junaku zdobył srebrny medal[11].
- W 1962 na XXXVII Sześciodniówce FIM w Garmisch-Partenkirchen na Junaku zdobył indywidualnie złoty medal. Złoty medal uzyskał też zespołowo jako drużyna fabryczna wraz z Edwardem Kurowskim, Januszem Orzepowskim[12].
- W 1963 na Junaku zajął trzecie miejsce w crossowych mistrzostwach Polski w klasie 350 cm³. W tym roku został też crossowym wicemistrzem Polski w klasie 500 cm³[12].

## Ciekawostki
- 29 czerwca 2011 roku, w 52. rocznicę ustanowienia rekordu, 78-letni Franciszek Stachewicz wraz z inżynierem Wojciechem Kuleszą podjęli nieudaną próbę pobicia rekordu repliką rekordowego Junaka, zbudowaną współcześnie z wykorzystaniem oryginalnych podzespołów, na nieczynnym lotnisku w Kąkolewie (gm. Grodzisk Wielkopolski) z zamiarem przekroczenia 200 km/h[13].
- Zespół fabryczny, w którego skład wchodził Franciszek Stachewicz z Junakiem zdobył w 1962 Wielki Złoty Medal FIM Sześciodniówki w Garmisch-Partenkirchen. Medal ten jest równoważny tytułowi fabrycznego mistrza świata. Było to jedyne takie osiągnięcie polskich zawodników na motocyklu polskiej konstrukcji i produkcji w rywalizacji z czołowymi światowymi producentami w historii. W zawodach, zwanych też „motocyklową olimpiadą”[11] brały udział motocykle takich marek jak: Royal Enfield, AJS, BSA, BMW, Gillera, Maico czy Moto Guzzi. Pomimo jednak tak wielkiego sukcesu, a tym samym potwierdzenia doskonałości konstrukcji, zaniechano produkcji Junaka już trzy lata później[1].
- W czasie produkcji Junaka w Polsce było 5 fabryk motocykli, co dawało Polsce 2. miejsce na świecie pod względem wyprodukowanych jednośladów[1].